# Larressingle
Larressingle (gaskognisch: Larressingla) ist eine französische Gemeinde im Département Gers in der Region Okzitanien. Sie gehört zum Kanton Armagnac-Ténarèze im Arrondissement Condom.
Das Dorf, das auf der Route Via Podiensis des Jakobswegs liegt, ist als eines der Plus beaux villages de France (Schönste Dörfer Frankreichs) klassifiziert.

## Geografie
Der Ort mit 213 Einwohnern (Stand 1. Januar 2022) liegt in der historischen Provinz Aquitanien – genauer in der Gascogne; noch genauer im Armagnac – im Tal der Osse 6 Kilometer westlich von Condom und rund 125 Kilometer südöstlich von Bordeaux.

## Geschichte

### Mittelalter
Larressingle ist eine der kleinsten mittelalterlichen Städte mit einer Befestigungsmauer. Der Ort geht auf das frühe 11. Jahrhundert zurück. Der Abt Hugues de Gascogne (Hugo von Gascogne; † um 1013), der die Abtei von Condom gründet hatte, war Sohn von Gombaud de Gascogne. Letzterer war nicht nur Herzog von Gascogne, sondern auch Bischof von Gascogne. Als Gombaud Bischof von Agen und Bazas wurde, hinterließ er Hugo das Lehen Larressingle samt der Pfarrei Saint-Sigismond. Der erweiterte Besitz der Abtei Comdom wurde 1163 und 1245 von den Päpsten Alexander III. bzw. Innozenz IV. in einer Bulle bestätigt. Die ursprüngliche Pfarrkirche wurde im 12. Jahrhundert durch eine Wehrkirche ersetzt.
Im 13. Jahrhundert erhoben sowohl die französische, wie auch die englische Krone Anspruch auf die Provinz Aquitanien. Um seinen Machtanspruch zu demonstrieren, ließ der französische König Larressingle und zahlreiche andere Siedlungen in der Region zur Bastide ausbauen. Aber Auger d’Anduran handelte kurz nach seinem Amtsantritt als Abt von Condom mit dem englischen König Eduard I. am 20. Juni 1285 ein Kondominat (frz. Pareatges) aus. Zwei Vögte – je einer aus jedem Lager – wurden ernannt und die englische Partei stellte eine Garnison, welche die Äbte bei der Niederwerfung von Unruhen, die von der lokalen Bevölkerung ausgingen, unterstützte. Es scheint, dass Larressingle vom Hundertjährigen Krieg weitgehend verschont blieb.

### Neuzeit
Während der Hugenottenkriege wurde Larressingle 1587 von den Ligisten (Katholiken) eingenommen und zur Basis für ihre „Kreuzzüge“ gegen die Protestanten, die oft zu Raubzügen ausarteten, ausgebaut. Die Stadt blieb auch nachdem Heinrich von Navarra zum Katholizismus übergetreten war und als Heinrich IV. König von Frankreich wurde, weiterhin besetzt. Erst im Jahre 1596 löste sich die Liga auch in Larressingle ganz auf.
Im 17. Jahrhundert gaben die Bischöfe die Burg von Larressingle zu Gunsten ihrer moderneren Residenz in Cassaigne auf. Der letzte Bischof von Condom, Hochwürden von Anterroches, ließ Ende des 18. Jahrhunderts das Dach der Burg demontieren und die Balken nach Cassaigne bringen. Im Zuge der Französischen Revolution wurde das Gebäude vom Staat eingezogen und ausgeweidet. Anfang des 20. Jahrhunderts waren nur noch drei Nebengebäude bewohnt, der Rest fand Verwendung als Scheune oder wurde abgetragen und als Baumaterial genutzt. Die spätere Instandsetzung der Burganlage verdankt die Gemeinde Edmond Mortier de Trévise (1883–1946) der einen Verein gründete, welcher bis 1938 bestand und von Geldgebern aus Boston alimentiert wurde.

## Bevölkerungsentwicklung
| Jahr                       | 1962 | 1968 | 1975 | 1982 | 1990 | 1999 | 2009 | 2020 |
| Einwohner                  | 187  | 170  | 155  | 138  | 161  | 200  | 207  | 210  |
| Quellen: Cassini und INSEE |      |      |      |      |      |      |      |      |

## Sehenswürdigkeiten

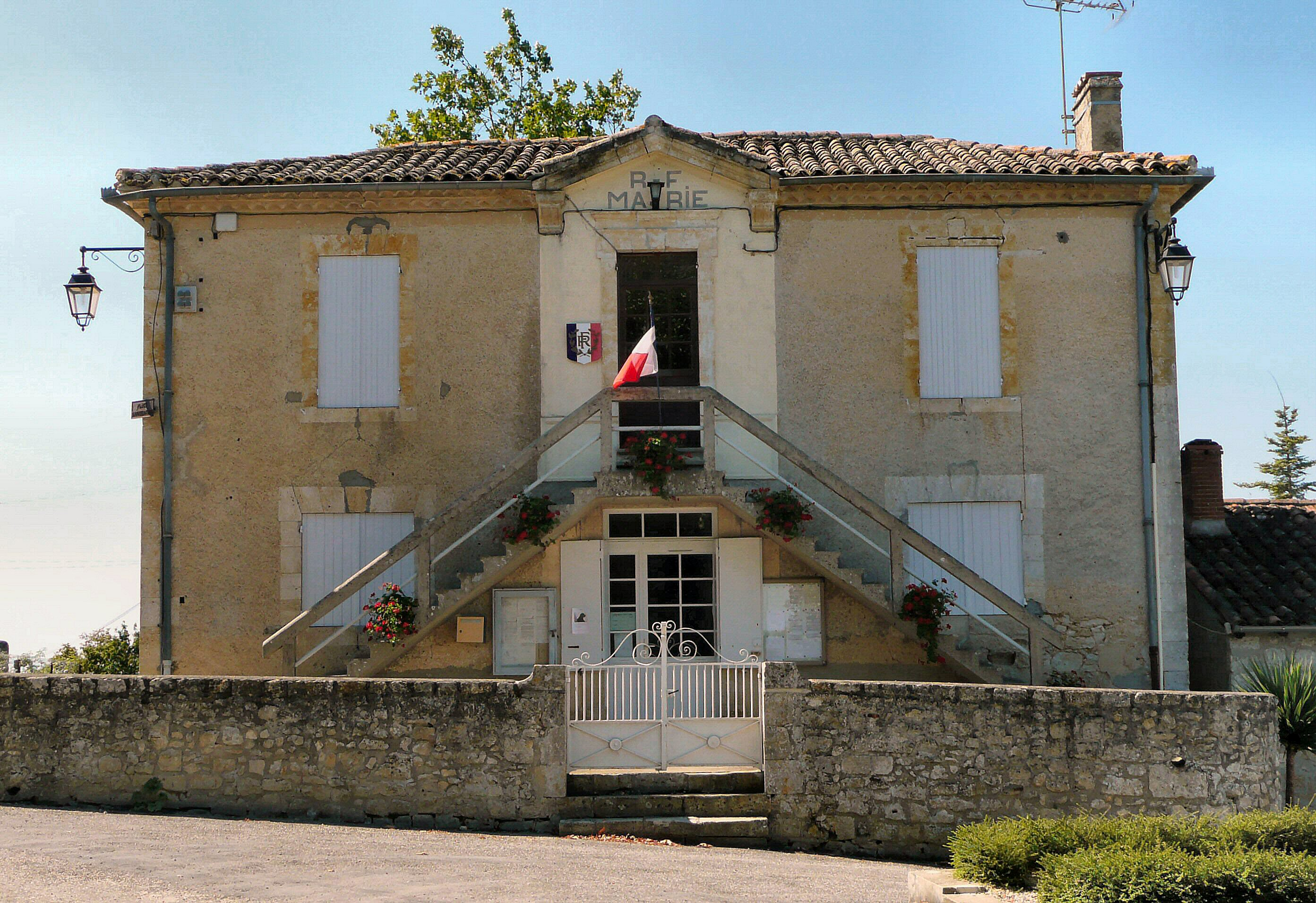
Rathaus (Mairie)

- Die viergeschossige Burg Château de Larressingle hat einen trapezförmigen Grundriss und wird von einem hexagonalen Turm flankiert. Die Fassade ist mit gepaarten Sprossenfenstern versehen. Das Innere ist stark zerstört, einige massige Kamine sind aber noch erkennbar. Die Burgruine ist seit 1922 ein französisches Kulturdenkmal[2].
- Die mittelalterliche 270 Meter lange polygonale Ringmauer ist abgesehen von der Ostseite fast vollständig erhalten geblieben und gilt als Juwel. Der Zugang befindet sich im Westen und führt über ein hohes, befestigtes Stadttor mit Wehrerker. Die ehemalige Zugbrücke wurde durch eine statische Steinbrücke, die von Wänden und Türmchen flankiert ist, ersetzt. Die Befestigungsanlage ist seit 1947 ein französisches Kulturdenkmal[3].
- Die massiv befestigte romanische Burgkirche Saint-Sigismond stammt aus dem 12. Jahrhundert. Sie verfügt über ein als Kapelle ausgestattetes Refugium, das nur über eine Wendeltreppe, welche sich hinter einer kleinen Tür auf der inneren rechten Seite des Eingangs verbirgt, erreichbar ist. Ein geheimer Gang verband diesen Raum mit dem Donjons der Burg. Die schnörkellose Kirche ist zweigeteilt. Das Eingangsportal führt direkt in den Chor, der mit einem Halbkugelgewölbe überdeckt ist. Beim Bau des Donjon musste die ursprüngliche Kirche gekürzt und auf der Höhe des Querschiffes abgeschnitten werden. Dort schließt der Sakralbau heute mit einer senkrechten Wand (chevet plat) an der Stelle einer Apsis ab. Ein Anbau im Osten ersetzte den Raum, den man im Westen verloren hatte. Diese Erweiterung, die aus zwei spitzbogigen Jochen besteht, stammt aus dem 13. Jahrhundert. Der Sakralbau ist seit 1988 ein französisches Kulturdenkmal[4].
- Das Holzkreuz vor der Stadtmauer ist seit 1950 ein französisches Kulturdenkmal[5].
- Das Taubenhaus Pigeonnier du Peneau ist seit 1988 ein französisches Kulturdenkmal[6].
- Das kleine Museum Musée de la Halte du pèlerin zeigt auf einem Rundkurs, wie die Einwohner im Mittelalter gelebt haben könnten.
- Das touristische Freilichtmuseum Camp de Siège Médiéval des Machines du Moyen Âge präsentiert rekonstruierte Belagerungsgeräte aus dem Mittelalter, darunter ein Bollwerk, Palisaden, ein Belagerungsturm, Katapulte und Kanonen. Die Besucher können sich im Bogen- und Armbrustschießen versuchen oder sich als Ritter verkleiden lassen. Das Museum bleibt in den Wintermonaten geschlossen.

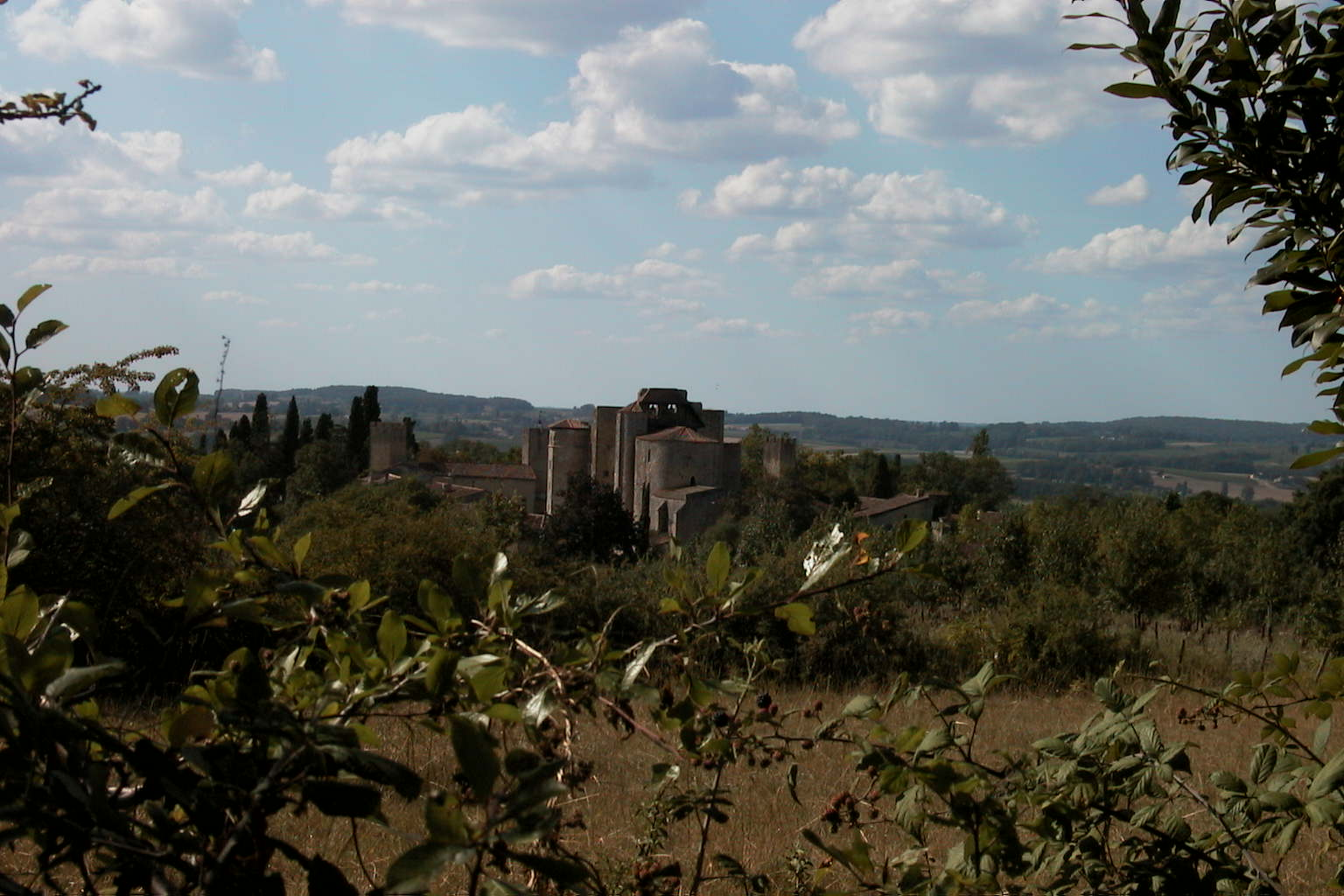
Apsis der Kirche Saint-Sigismond und Burganlage
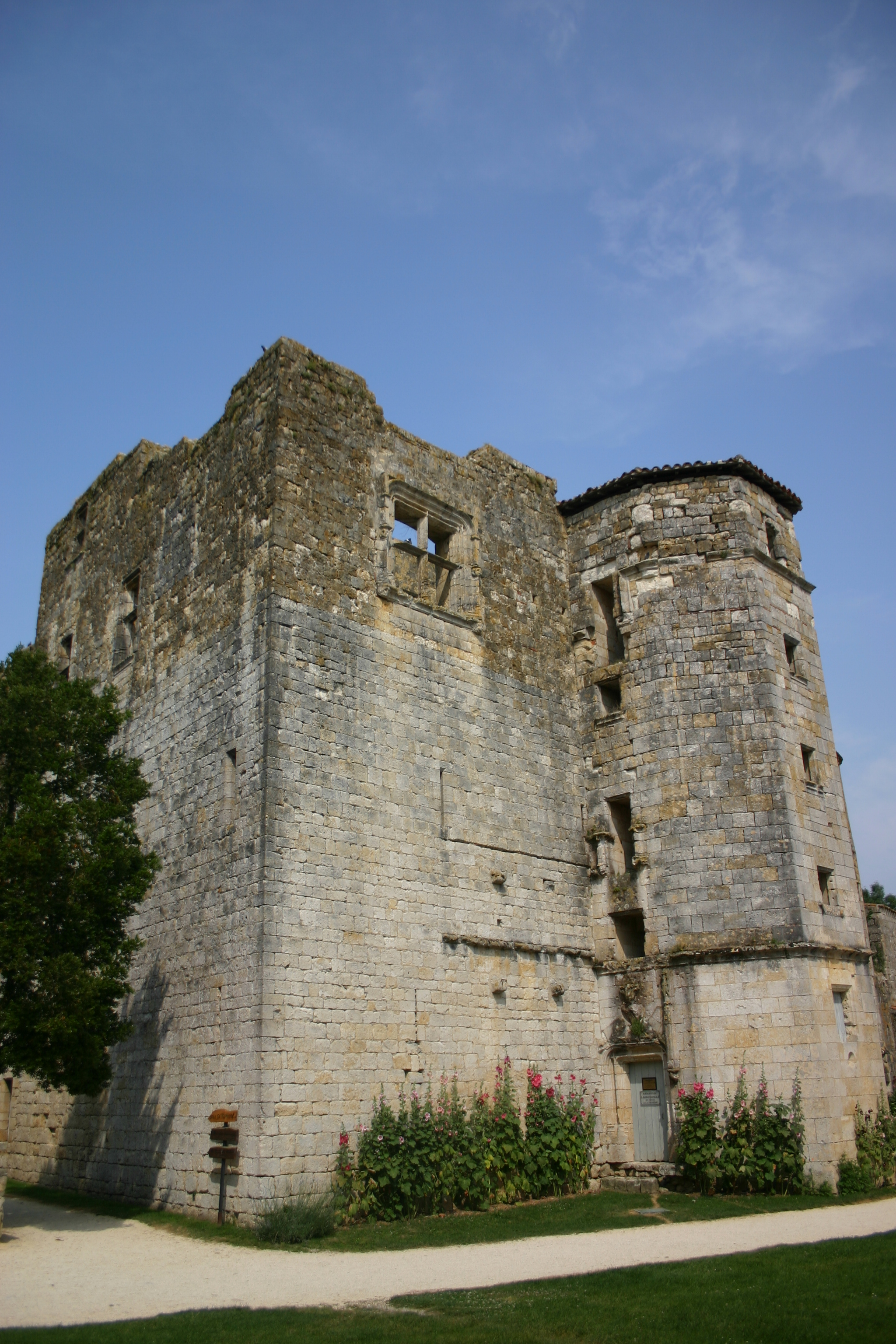
Die Ruinen der Burg
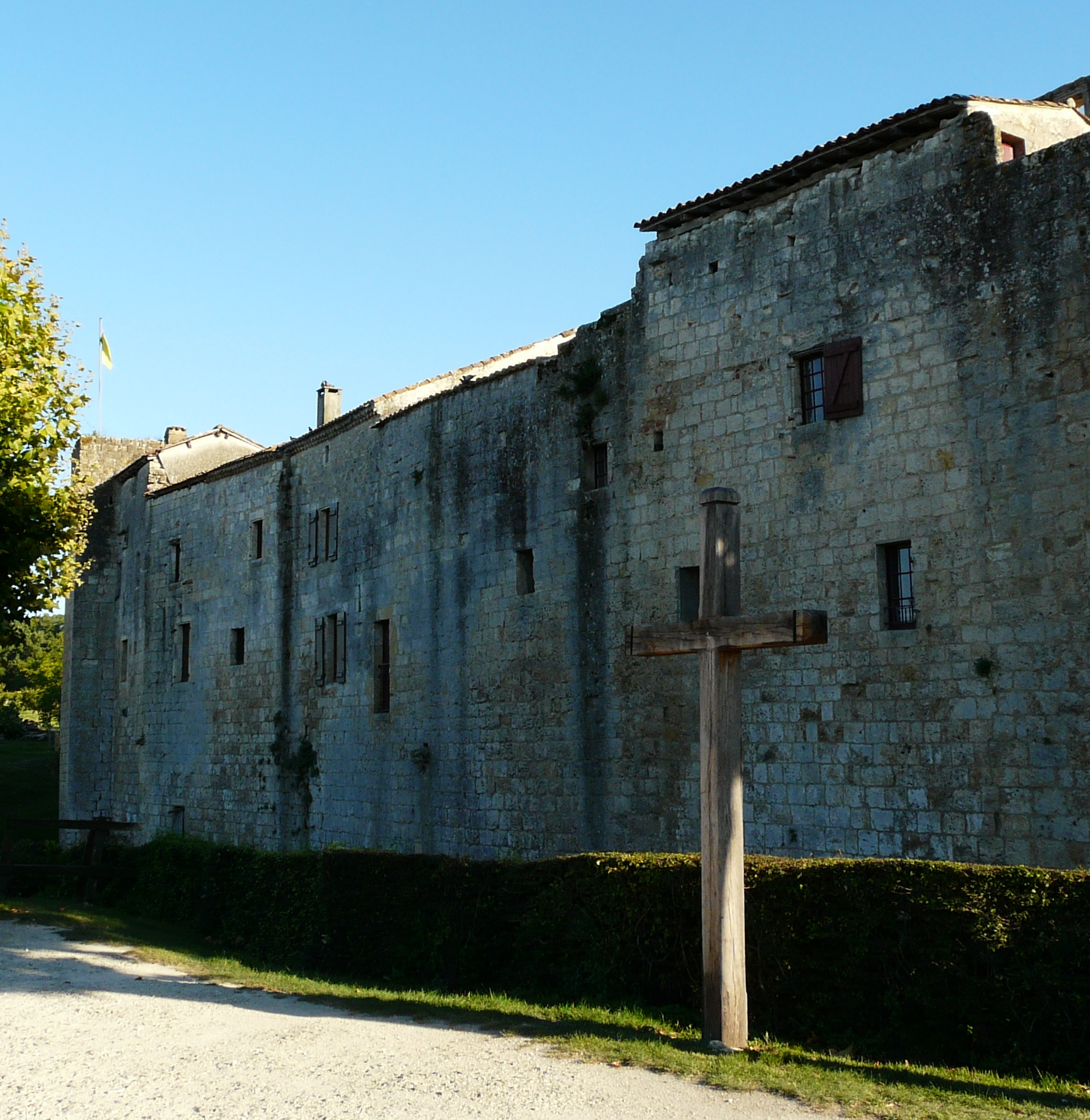
Die Stadtmauer mit dem Holzkreuz
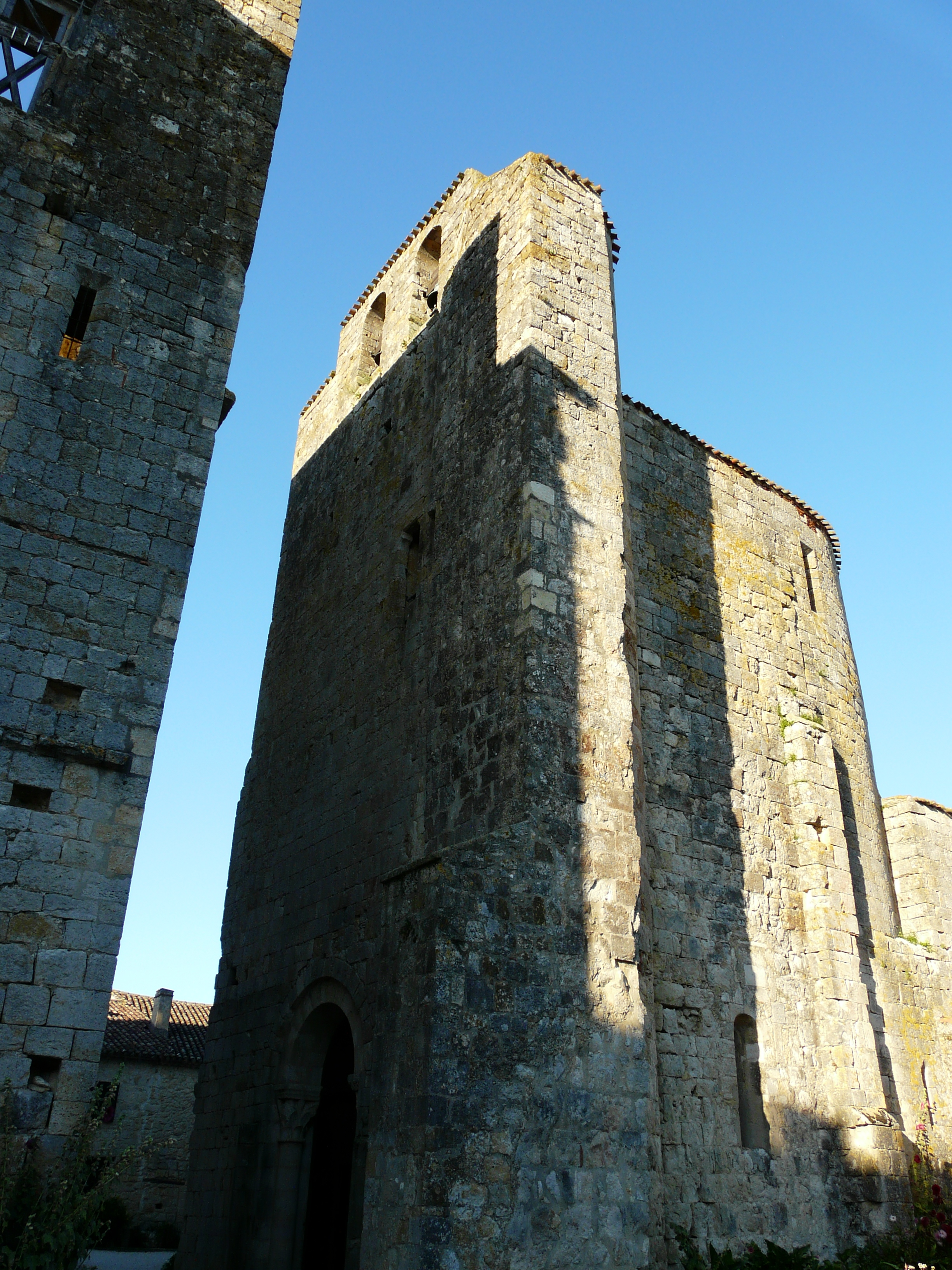
Fassade der Kirche Saint-Sigismond
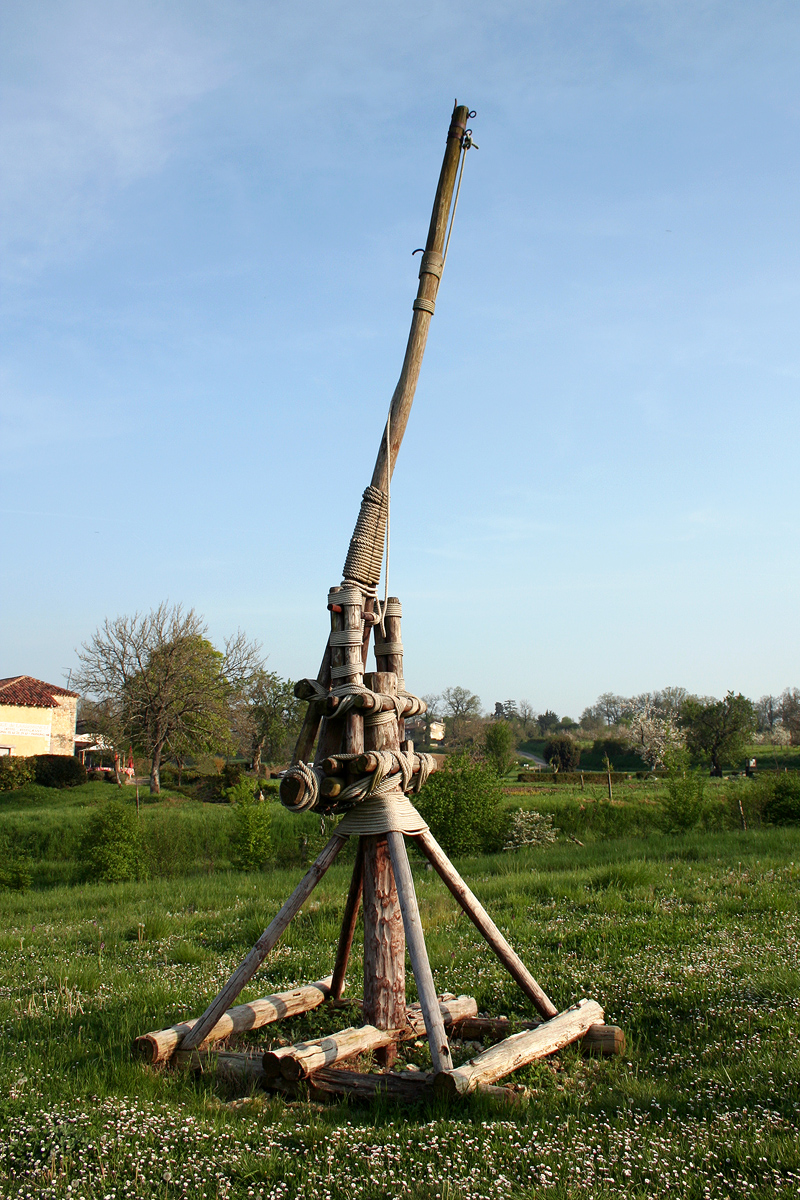
Katapult